# Abrial A-13 Buse
Abrial A-13 Buse est un projet de planeur sans queue mis en chantier en 1954 par Georges Abrial. Ce monoplan à aile médiane rectangulaire de grand allongement, coiffée de cloisons, a un court fuselage inspiré par les ailes volantes Fauvel. Pour une raison inconnue ce prototype n'est jamais achevé.